# Стефан Маринов
Стефан Маринов Маринов е български научен и политически дисидент по време на комунистическия режим в България през втората половина на XX век. По професия е физик, но се изявява и като писател-сатирик.

## Биография
Роден е през 1931 г. в София в семейство на интелектуалци с леви политически възгледи. Баща му Марин Николов Маринов е български дипломат в Прага, а майка му е Галина Будевска, сестра на Адриана Будевска.
Стефан е полиглот: знае немски, руски, френски, италиански, чешки, сърбохърватски и английски език. Завършва физика в Прага и Софийския университет. През 1951 г. постъпва във Военноморското училище. Известно време плава с корабите, след което през 1958 г. се връща в София, дипломира се и постъпва във Физическия институт към Българската академия на науките (БАН). Личността му е противоречива, отличава се с ексцентрично поведение както в ежедневието, така и в науката. От 1960 до 1974 г. е научен работник в БАН и същевременно асистент във Физическия факултет на Софийския университет. Още през 1962 година той издава в София първия самиздатски вестник „Ядец“ и по собствени думи разпространява 20 – 30 бройки „сред познати и непознати“.
През 1966 г. е обвинен за публично разгласяване на отказа си да сътрудничи на разузнаването и за писмо до министъра на отбраната, с което отказва да служи в бъдеща термоядрена война и му връща офицерските си пагони. Прокурорът заявява, че за тези престъпления би могъл да иска смъртна присъда или 20 години затвор. Медицинска експертиза го обявява за параноик и Маринов прекарва седем месеца в психиатрична болница. Отстраняват го от научната му работа, но го трудоустрояват като преводач в института. През 1974 година пише редица остро критични писма, изпълнени с ирония и сарказъм до различни институции и до самия председател на БАН Ангел Балевски. По искане на централното ръководство на БАН Стефан Маринов отново е изпратен в психиатрия. Успява да избяга и търси убежище в американското посолство в София, но служители на посолството подават сигнал до милицията и той е пребит и арестуван.
От 1974 до 1977 година работи в своя „Лаборатория за фундаментални физични проблеми“ в дома си. През пролетта на 1977 г. свиква сам Международна конференция по абсолютното пространство и време във Варна, на която кани познати физици от цял свят. Конференцията е осуетена с усилията на Държавна сигурност (ДС) – Маринов е арестуван и за да бъде освободен, е принуден да напише, че я отлага; предложеният от ДС претекст е счупен крак, но той използва опасението от голямо земетресение и така световната научна общност разбира абсурдността на претекста и упражнената върху Маринов принуда. Отново е изпратен за лечение в психиатрия през 1977 г., докато в крайна сметка получава паспорт и е екстрадиран в Белгия.

### В емиграция
През септември 1977 година Маринов заминава за Белгия, а после живее в САЩ, Италия, Франция и през 1980 г. се установява в Австрия, където първоначално живее нелегално, но след три години получава разрешение за пребиваване и остава до края на живота си. Емигрантският му живот е труден, издържа се с физическа работа като сезонен работник, прехранва се сам от зеленчуковата си градина. Вече в Австрия работи за прехраната си като коняр в графско имение. Продължава научните си занимания.
През годините общува с известни политически емигранти от социалистически страни на Запад (Буковски, Горбаневская, Пеликан, Белоцерковски, Максимов). Участва в акции на протест и в защита на Андрей Сахаров. През 1980 година планира да се самозапали пред съветското посолство в Париж в знак на протест срещу затварянето на физика Юрий Орлов в съветски затвор, но е арестуван от френската полиция и изгонен в Италия.
През 1980 година в Германия на немски език излиза трудът му „Най-мощният съюзник“. Той си сътрудничи с дейци на емиграцията от Вардарска и Беломорска Македония на Запад, сред които Темелко Нешков, Антон Попов и Иван Михайлов, и е запознат отблизо със същността на Македонския въпрос. В свое писмо от 20 декември 1995 година до Димитър Боянов във Варна той пише, че рухването на Югославия в 1990 година отбелязва началото на падането на оковалите България вериги, защото за великосръбския шовинизъм унищожението на България е вековна цел. Според Маринов сръбската народопсихология прави невъзможно българо-сръбско помирение по подобие на френско-германското.
През 1981 г. българското му гражданство е отнето, а къщата и имуществото му в София – конфискувани.
На 15 юли 1997 г., на 66-годишна възраст, Маринов загива при падане от външно стълбище на университетската библиотека в Грац. Официалното заключение е самоубийство; негови колеги изразяват съмнения.

### Семейство
Съпругата му е Еленка Кирякова Атанасова, сестра на режисьора Атанас Киряков, който снима документален филм за него – „1200 страници болка“ (2022). Има един син.

## Научна дейност
Стефан Маринов има научни възгледи, които противоречат на текущо приетите разбирания, особено в областта на релативистката физика. Най-общо казано, той твърди, че „принципът на относителността е неверен, че скоростта на светлината не е постоянна, и че скоростта на земята спрямо абсолютното пространство може да бъде измерена“. Интересува се от експериментални и теоретични изследвания, свързани с т.нар. „свободна енергия“ и твърди, че е бил свидетел на т.нар. „Swiss ML converter“ или електрически генератор Testatika (вид вечен двигател) в религиозна комуна в Швейцария и е разбрал тайната му. Разработва и свои модели на вечен двигател под имената „Мамин Колю“ (MAMIN COLIU), „Сибирски Колю“ (SIBIRSKI COLIU) и др.
В емиграция продължава заниманията си с теоретична физика, пише и издава философски и физически трудове в собственото си издателство „Изток – Запад“, посвещава много усилия на търсенията си в областта на вечни двигатели, завършва фундаменталния си петтомен труд „Класическа физика“. През 1982 г. успява да проведе конференцията, провалена от властите в България, в Генуа: International conference on space-time absoluteness (ICSTA) и издава докладите в „Изток – Запад“.
В статиите си от 80-те години посочва принадлежност към „Институт по фундаментална физика“ в Грац (Австрия). Той е основател, главен редактор и издател на научното списание Deutsche Physik.
Маринов спори публично с редактора на „Нейчър“ Джон Мадокс, който отказва да приеме за печат научните му статии или по-кратките писма до редактора. Предлага да заплати пълна рекламна страница, за да изрази разочарованието си от това отношение, което нарича „догматизъм на истаблишмънта“, но получава отказ от редактора Филип Кембъл. Все пак успява да публикува по този начин (като реклама) своята гледна точка в „New scientist“

## Публицистика
По подобие на епистоларния роман Маринов пише сатиричен „роман в заявления“ с руското заглавие „Изыди, Сатана!“, който издава сам през 1981/82 г. в Австрия. Самото използване на руски език и подзаглавието на книгата – „Откровения в заявлениях“ според Радев са програмни: сборникът съдържа негови писма и заявления до институции и лица в България, писани между 1971 и 1983 година, а текстовете съзнателно и избирателно са писани на поне шест езика. Главните му адресати са Ангел Балевски и полк. Ангел Гогов, заместник-началник на паспортния отдел на МВР. Творбата се разглежда като забележително постижение на модерната сатира.